# I diamanti della notte
I diamanti della notte (Démanty noci) è un film del 1964 diretto da Jan Němec. Il film è caratterizzato da un uso limitato del dialogo e si focalizza piuttosto sull'esperienza visiva del viaggio di due ragazzi, fuggiti da un campo di concentramento, attraverso boschi, paludi e terreni rocciosi, alternando queste immagini a flashback, sogni e allucinazioni del ragazzo più giovane.

## Trama
Due adolescenti fuggono da un treno in movimento e si liberano dei loro lunghi cappotti neri, sui quali sono scritte in bianco le lettere "KL", abbreviazione di Konzentrationslager. Durante la loro corsa, mentre si odono dietro di loro grida e colpi di arma da fuoco, emergono flashback, sogni e allucinazioni del ragazzo più giovane: lo scambio delle scarpe con il ragazzo più grande in cambio di un pezzo di cibo, una passeggiata tranquilla in una strada deserta, il ritorno a Praga, l'incontro con una ragazza.
Durante la fuga, i due ragazzi si imbattono in una fattoria. Qui osservano la moglie del contadino portare il pranzo al marito nei campi, e il ragazzo più giovane decide di seguirla dentro casa per chiedere del cibo. Dopo aver immaginato di commettere azioni violente sulla donna, decide di accettare in silenzio alcune fette di pane che la donna gli offre.
I due vengono presto catturati e portati in una birreria da un gruppo di anziani cacciatori che parlano tedesco, giacché il ragazzo più grande, ferito a un piede, non riesce a saltare su un camion in transito per continuare la fuga. Il sindaco locale informa i ragazzi che una pattuglia passerà per portarli via quella sera e che un tribunale militare deciderà del loro destino. Durante l'attesa, il ragazzo più giovane rievoca la precedente evasione e riesce a convincere il suo compagno, sebbene con indifferenza, ad attaccare la pattuglia militare per tentare un'altra fuga. Nella birreria, il sindaco ordina loro di andarsene. Mentre i due si allontanano, il capo dei cacciatori ordina di mirare e sparare, ma il gruppo di anziani inizia ad applaudire e ridere. Il ragazzo più giovane ritorna con la mente a Praga, mentre cammina insieme al suo compagno di fuga in un bosco.

## Produzione
La sceneggiatura di Jan Němec è un adattamento del racconto autobiografico Tma nemá stín (lett. "L'oscurità non ha ombra") scritto da Arnošt Lustig e pubblicato nella raccolta I diamanti della notte: nel 1945, il giovane autore riuscì a scappare insieme a un altro ragazzo dal treno che li stava trasportando a Dachau, approfittando di un bombardamento ai binari fatto da un aereo americano.